# Казанське (Сернурський район)
Каза́нське (рос. Казанское, марій. Токспай) — село у складі Сернурського району Марій Ел, Росія. Адміністративний центр Казанського сільського поселення.

## Населення
Населення — 1240 осіб (2010; 1303 у 2002).
Національний склад (станом на 2002 рік):
- марі — 57 %
- росіяни — 42 %